# Tarachodula ornata
Tarachodula ornata es una especie de mantis de la familia Tarachodidae.

## Distribución geográfica
Se encuentra en Somalia.